# Papa Leone X
Papa Leone X, in latino Leo PP. X, nato Giovanni di Lorenzo de' Medici (Firenze, 11 dicembre 1475 – Roma, 1º dicembre 1521), è stato il 217º papa della Chiesa cattolica dal 1513 alla sua morte.
Giovanni era il secondogenito di Lorenzo de' Medici (signore di Firenze) e Clarice Orsini e portò alla corte pontificia lo splendore e i fasti tipici della cultura delle corti rinascimentali.
Fu l'ultimo papa a essere semplice diacono al momento dell'elezione.

## Formazione e carriera ecclesiastica
Giovanni venne destinato fin dall'inizio alla carriera ecclesiastica; ricevette la tonsura a sette anni con la nomina a protonotario apostolico, a otto reggeva dei benefici quale abate di Montecassino e di Morimondo e prima dei tredici erano in corso negoziati per la sua elevazione a cardinale. Innocenzo VIII, il papa regnante (1484-1492), era legato a Lorenzo de' Medici da ottime relazioni e da una comunanza d'interessi: nel 1487 l'adolescente figlia di Lorenzo, Maddalena, era andata in sposa al quasi quarantenne figlio del papa, Franceschetto Cybo. Nel concistoro dell'8 marzo 1489 Giovanni venne nominato cardinale del titolo di Santa Maria in Domnica con la proibizione di vestire le insegne cardinalizie per tre anni, in ragione della giovane età. In questo intervallo di tempo (tra il 1489 e il 1491) venne inviato a Pisa a studiare teologia e diritto canonico. Le materie ecclesiastiche sembrano essere state poco congeniali al giovane principe della chiesa, rispetto alla letteratura, in versi e in prosa, per la quale pare si sentisse decisamente più votato e nella quale aveva fatto grandi progressi, sotto la tutela di Poliziano e Bibbiena.

## Il cardinalato (1492-1513)
Il 9 marzo 1492 vestì le insegne cardinalizie presso la Badia di Fiesole e il 22 marzo entrò in Roma, mentre il giorno dopo fu accolto in udienza dal papa. In tale circostanza ricevette dal padre una lettera di consigli. Dopo poco più di un mese dovette tornare a Firenze poiché suo padre morì. Nel medesimo anno 1492, divenne anche Legato a Viterbo.
La morte di Innocenzo VIII (25 luglio 1492) lo richiamò a Roma, dove partecipò al conclave per l'elezione del nuovo pontefice. Nel breve conclave dell'agosto 1492 fu eletto Rodrigo Borgia, che assunse il nome Alessandro VI. A differenza di Innocenzo, che aveva aiutato la famiglia Medici, il nuovo pontefice era ostile all'illustre casato fiorentino. Nel giro di pochi mesi quindi le prospettive del cardinal de' Medici erano state completamente sovvertite. Subito dopo il conclave, il cardinale lasciò Roma e tornò a Firenze.
Una delle prime conseguenze della fine dei delicati equilibri politici tra gli Stati italiani fu l'invasione francese dell'Italia, che ebbe come conseguenza l'espulsione della famiglia Medici da Firenze (novembre 1494). La caduta dei Medici a Firenze fu favorita anche dal predicatore domenicano Girolamo Savonarola, che mentre Carlo VIII si avvicinava a Firenze, tuonò energicamente contro la remissività mostrata da Piero de' Medici, fratello primogenito del prelato; sembra che il cardinale Medici avesse dovuto lasciare la città in incognito vestito da frate francescano. A Firenze si instaurò una repubblica, mentre il cardinale, con suo fratello maggiore e il loro cugino Giulio, futuro papa Clemente VII, trovarono ospitalità presso la corte di Urbino. Poi Giovanni si rifugiò a Bologna e, sapendo di essere malvisto dal papa regnante Alessandro VI, decise con alcuni familiari di intraprendere un viaggio attraverso Germania, Paesi Bassi e Francia. Durante il tragitto conobbe molti uomini illustri ma corse anche dei rischi: in particolare, a Rouen fu arrestato, insieme al cugino Giulio de' Medici, e riuscì ad essere liberato solo grazie alle garanzie offerte da Piero de' Medici al re di Francia.Tornò in Italia nel 1500 e decise di stabilirsi a Roma, nel palazzo di famiglia, l'attuale e famoso Palazzo Madama, sottraendosi per quanto possibile all'attenzione, disarmando le gelosie di Alessandro VI con la sua completa devozione per gli studi letterari e quindi raccogliendo intorno a sé molti letterati e poeti.
Nel 1503 moriva il fratello maggiore Piero de' Medici e quindi egli diveniva capo della prestigiosa famiglia; contemporaneamente essendo morto Alessandro VI, e dopo il breve pontificato di papa Pio III, il 1º novembre 1503 fu eletto papa Giulio II, uomo dalle grandi doti politiche. Anche il nuovo pontefice non fu particolarmente vicino al cardinal de' Medici: i loro rapporti, sebbene non contrastati, non furono neanche particolarmente amichevoli. Quando nell'agosto 1511 Giulio II si ammalò gravemente, Giovanni sperò di poter ottenere il titolo pontificio. Quando poi Giulio II si riprese, egli fu inviato come legato pontificio nella Provincia Romandiolæ (con sede a Bologna) nell'ottobre 1511.
Nel frattempo gli eserciti preparavano lo scontro. Giulio II, per contrastare i francesi di Luigi XII in Italia, il 1º ottobre 1511 costituì la Lega Santa alla quale aderirono l'Inghilterra, il Sacro Romano Impero, i Regni di Spagna (Castiglia e Aragona) e la Repubblica di Venezia. Lo scontro avvenne l'11 aprile 1512 nella sanguinosa battaglia di Ravenna dove Giovanni de' Medici, che vi assisteva, fu fatto prigioniero; i francesi decisero di portare il cardinale de' Medici in Francia come ostaggio, ma durante l'attraversamento del fiume Po, egli riuscì a fuggire, riparando a Ravenna.
Giulio II si rese conto che per ostacolare i francesi in Italia doveva ostacolare uno dei loro principali alleati, cioè la Repubblica di Firenze, e quindi favorire l'ascesa dei Medici, che erano stati costretti a fuggire dalla città dopo la fine della Signoria di Lorenzo il Magnifico. Da qui la consegna di alcune truppe al comando di Raimondo de Cardona al cardinale de' Medici. Tali truppe entrarono in Toscana e assediarono la città di Prato, alla cui capitolazione seguì una tragica devastazione durata 21 giorni. L'episodio è tragicamente noto come Il sacco di Prato. Temendo che al sacco di Prato potesse seguire il sacco di Firenze il governo fiorentino si consegnò volontariamente alla fazione medicea e così i Medici poterono riprendere il controllo della città (14 settembre 1512), pur mantenendone le istituzioni repubblicane. Giovanni e il fratello Giuliano si prodigarono per sedare le tensioni e gli odi e tentare di rappacificare le fazioni. Ma in città lo spirito repubblicano era ancora molto forte e fu scoperto un complotto contro i Medici proprio nel momento in cui giungeva la notizia da Roma della morte di papa Giulio II, avvenuta il 23 febbraio 1513.

## L'elezione al Soglio
Il cardinale de' Medici, che non aveva grandi rivali, si recò subito a Roma per il conclave che incominciò il 4 marzo. Grazie all'abile segretario Bernardo Dovizi da Bibbiena, che riuscì a convincere molti cardinali elettori sull'opportunità di un papa mediceo dallo spirito conciliante e che probabilmente non avendo buona salute sarebbe durato poco, il 10 marzo venne eletto papa. Aveva appena trentasette anni, prima di lui soltanto Innocenzo III fu eletto a un'età così giovane e dopo di lui il cugino Clemente VII fu l'unico e l'ultimo a venire eletto a un'età inferiore ai cinquant'anni. 
Non essendo che diacono, fu subito ordinato sacerdote e vescovo il 13 marzo 1513 e poi incoronato in modo solenne il 19 marzo.

## Il pontificato

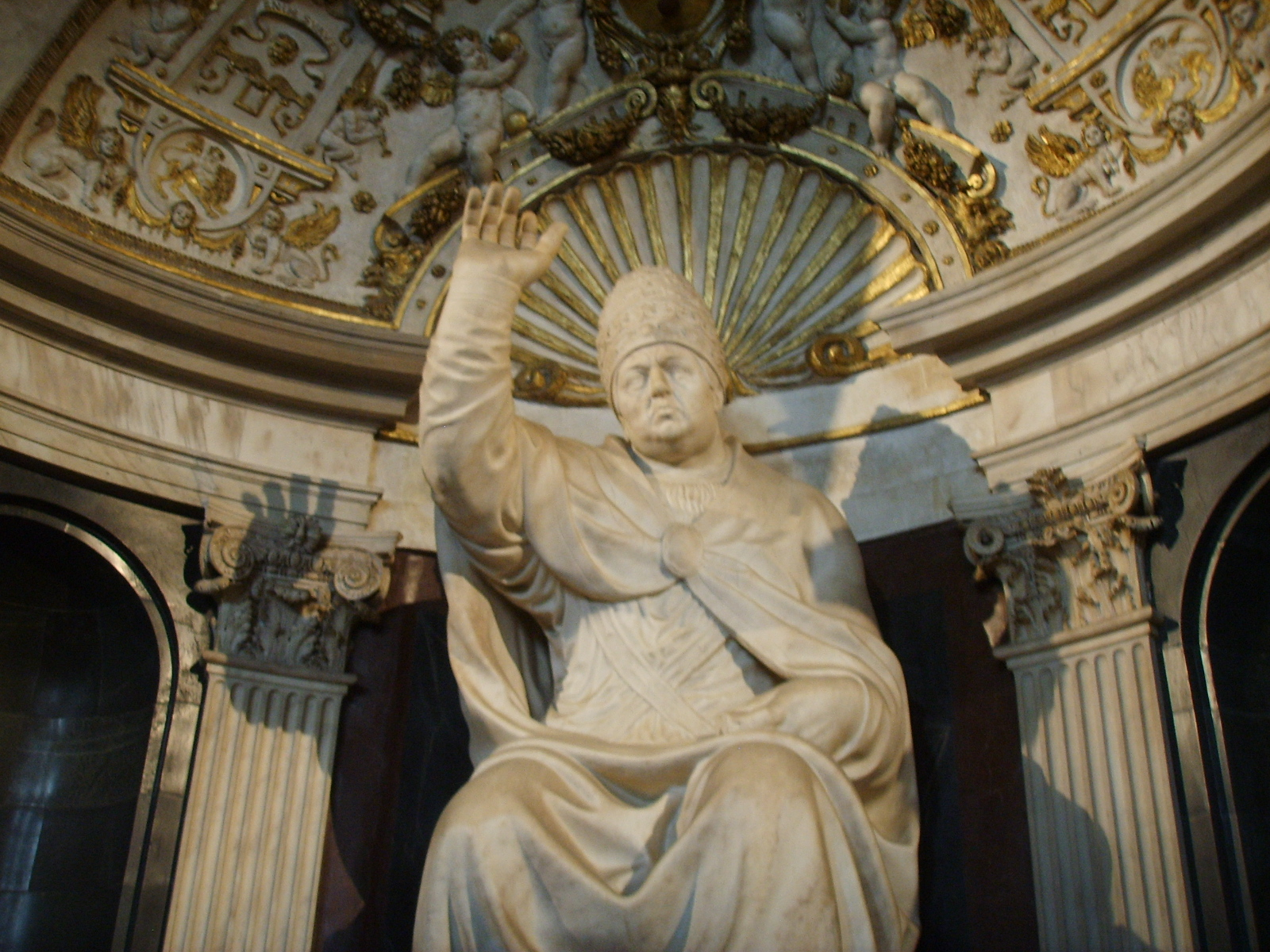
Baccio Bandinelli, Leone X, Salone dei Cinquecento, Palazzo Vecchio, Firenze

### Governo della Chiesa
La sua tendenza alla conciliazione emerse subito appena eletto. Concesse il perdono ai cardinali che avevano aderito al "conciliabolo di Pisa" dove si era tentato di eleggere un antipapa; perdonò Pompeo Colonna che aveva tentato di provocare un'insurrezione popolare per instaurare una repubblica a Roma; perdonò i congiurati Boscoli e Capponi che avevano complottato contro di lui a Firenze, salvando la vita a Niccolò Machiavelli.

#### Il Concilio ecumenico
Tra i primi atti del suo pontificato vi fu la riapertura del Concilio ecumenico (27 aprile 1513, apertura della sesta sessione), già indetto dal suo predecessore. Tra i padri conciliari persistevano molti contrasti; Leone X riuscì a risanarli evitando il pericolo di uno scisma. Il pontefice tenne personalmente la dodicesima e ultima sessione, il 16 marzo 1517.
Durante il concilio il pontefice fece pubblicare le seguenti bolle:
- Apostolici Regiminis (19 dicembre 1513), sull'immortalità dell'anima (contro le teorie filosofiche degli averroisti) e sulla sottomissione della verità filosofica a quella teologica;
- Supernae Dispositionis (5 maggio 1514), emanata come decreto di riforma della Curia romana; essa riguarda inoltre la libertà ecclesiastica e la dignità episcopale e condanna alcune esenzioni non autorizzate;
- Regimini Universalis Ecclesiae (4 maggio 1515), per riformare alcuni abusi presenti nella Chiesa, e rispondere in questo modo all'invocazione di riforma in capite et membris che proveniva dalla base;
- Inter Sollicitudines (4 maggio 1515): riguarda la censura preventiva dei libri di argomento religioso, la cui stampa deve essere autorizzata dalla Chiesa. La pena per chi avesse pubblicato libri non autorizzati era la scomunica, il rogo pubblico dei libri stampati, una multa di cento ducati e il divieto di stampare per un anno. Qualora si reiterasse nella stampa di libri non autorizzati, erano previste pene più severe[8][9].
- Inter Multiplices (4 maggio 1515): essa sancisce la liceità dei Monti di pietà allo scopo di aiutare le persone povere che necessitavano di aiuto nel modo più favorevole;
- Supremae Maiestatis (19 dicembre 1516), essa stabilisce nuove norme circa la predicazione dei chierici;
- Dum Intra Mentis (19 dicembre 1516), riguarda i religiosi e i loro privilegi.

#### Relazioni con la Chiesa di Francia
Dal 1438 era in vigore in Francia un'ordinanza regia in base alla quale il re di Francia si dichiarava guardiano dei diritti della Chiesa nazionale (Prammatica Sanzione di Bourges). Leone X riuscì a temperare la tendenza autonomista della Chiesa francese venendo ad accordi con essa. Il 18 agosto 1516 egli firmò a Bologna con il rappresentante del re di Francia, Antonio Duprat, futuro vescovo e cardinale, un concordato, con il quale la Santa Sede rinunciava ai territori di Parma e Piacenza, ma otteneva la revoca ufficiale, da parte del Sovrano francese, della Prammatica Sanzione. Il Concordato fu ratificato successivamente dal Concilio Lateranense V. Il compromesso insito nel concordato portò al riconoscimento della Chiesa gallicana nella Chiesa cattolica, anche se attenuato rispetto a quanto era stato deciso con la Prammatica Sanzione, conferendo tuttavia ai Re di Francia un potere sulla Chiesa francese, del quale nessun altro Sovrano Cattolico disponeva nel proprio regno, e aprendo, fra l'altro, le porte all'introduzione nel regno di Francia del deprecato «regime delle commende». Il concordato di Bologna rimase in vigore praticamente fino alla soppressione dell'autorità della Chiesa in Francia operata dalla Rivoluzione francese.

### Relazioni con i monarchi europei
Leone X salì al soglio pontificio nel marzo del 1513, nel pieno delle guerre d'Italia. Si era appena conclusa una fase caratterizzata dalla forte personalità del predecessore, Giulio II, al quale erano stati attribuiti i soprannomi di "papa terribile" e "papa guerriero". La scelta del conclave, infatti, ricadde proprio su Leone X soprattutto per la sua personalità mite, oltre che per l’appartenenza alla prestigiosa famiglia dei Medici, proprio in quegli anni rientrati a Firenze dopo la cacciata del 1494.
Inizialmente il pontefice mantenne un atteggiamento pacifico, soprattutto perché il suo principale obiettivo era quello di unire le potenze cristiane per combattere i turchi. Nel 1513, però, il re di Francia Luigi XII si alleò con la Serenissima, per riconquistare Milano; in un primo momento il pontefice mantenne un atteggiamento neutrale, ma successivamente, pur non schierandosi apertamente contro Luigi XII, aderì alla Lega di Malines, formata dall'imperatore Massimiliano I, i sovrani di Spagna e Inghilterra, rispettivamente Ferdinando II d'Aragona ed Enrico VIII Tudor. A Novara, il 6 giugno 1513 i francesi subirono una pesante sconfitta da parte degli svizzeri, alleati del Duca di Milano. 
A partire dal 1514 Leone X, con un cambio di rotta, si avvicinò alla Francia attraverso una politica matrimoniale: il fratello, Giuliano de' Medici, sposò Filiberta di Savoia, zia del probabile successore al trono francese. L'anno successivo, grazie alla vittoria di Marignano, il nuovo re di Francia, Francesco I, riconquistò Milano, grazie all'appoggio degli alleati veneti guidati dal celebre condottiero Bartolomeo d'Alviano; in questo caso il papa si trovò in grandi difficoltà: da un lato, per ragioni "familiari" aveva dovuto sostenere i francesi, dall'altro, però, per salvare almeno in apparenza il suo ruolo di protettore di Massimiliano Sforza, aveva inviato un limitato contingente a Milano. Nel dicembre dello stesso anno a Bologna Leone X incontrò Francesco I, per cercare di trovare una soluzione alle controversie religiose tra Chiesa romana e gallicana. Il risultato dell'incontro fu il Concordato di Bologna (1516) con il quale venne sancita la superiorità del pontefice sul concilio, mentre al re francese fu concessa la facoltà di nominare vescovati, arcivescovati, abbazie e priorati in Francia. Questa fu l'occasione per Leone di discutere anche della situazione politico-territoriale dello Stato Pontificio: in cambio della protezione del sovrano francese su Firenze, e del suo sostegno all’espansione medicea in Italia centrale, il pontefice rinunciò a Parma e Piacenza - confluite nei possedimenti del Ducato di Milano - e si impegnò a restituire Modena e Reggio alla famiglia Este.
Schierandosi con il papa, Francesco I aveva di fatto lasciato indifeso il Ducato di Urbino, e il suo duca Francesco Maria della Rovere, che Leone X dichiarò decaduto. Nell'agosto del 1516 il nipote del papa, Lorenzo de' Medici, conquistò Pesaro e Urbino, costringendo Francesco Maria alla fuga, tuttavia il Della Rovere fu in grado di organizzare una controffensiva grazie ad appoggi esterni (tra i quali la Francia). Egli però riuscì parzialmente nella sua impresa poiché alcuni territori - Mondaino, Gradara, Senigallia e Pesaro - rimasero sotto il dominio mediceo, fino alla morte di Lorenzo (1519), quando parte del Ducato passò nelle mani del papato. 
Nell'agosto del 1516 il nuovo re di Spagna Carlo I d'Asburgo e Francesco I avevano stipulato il Trattato di Noyon, che prevedeva la spartizione dell'Italia: il nord rimaneva nelle mani dei francesi mentre il sud passava agli spagnoli. Il trattato di Cambrai del 1517 confermò l'alleanza tra le due potenze, che non avevano interpellato il pontefice o gli altri stati. In occasione dell'elezione imperiale, tuttavia, il conflitto tra Carlo I e Francesco I si riaccese. Leone inizialmente stipulò alleanze segrete con entrambi i sovrani ma, dopo l'elezione del 28 giugno 1519 di Carlo d'Asburgo, che assunse il nome di Carlo V, decise di schierarsi dalla sua parte. Con l'appoggio dell'Imperatore il papa avrebbe goduto di significativi vantaggi: unione delle due massime autorità della religione cattolica nella lotta contro il turco e l'eresia luterana, protezione e sostegno per i Medici, oltre ad una maggiore libertà di consolidare il dominio territoriale dello Stato Pontificio sull'Italia centrale. Furono queste le ragioni che portarono all'alleanza del 1521, grazie alla quale Carlo V poté contare sul sostegno, anche economico, di Leone X. Nell'autunno partì un'offensiva dell'esercito spagnolo e pontificio contro Milano, guidata da Prospero Colonna, che il 21 novembre 1521 entrò in città, accolto in maniera trionfale. Pochi giorni dopo però, il 1º dicembre 1521, Leone X morì.

### La congiura
Il cardinale Alfonso Petrucci, fratello di quel Borghese Petrucci che era stato estromesso nel 1516 dal potere in Siena da parte del cugino Raffaele Petrucci vescovo di Grosseto, ordì una congiura per assassinare papa Leone X mediante avvelenamento. Per ottenere questo scopo corruppe il medico personale del papa, Giovanni Battista da Vercelli, ma la congiura fu scoperta grazie all'intercettazione di una lettera di Alfonso al suo segretario Antonio de Nini. Il cardinale, arrestato e tradotto a Roma, fu giustiziato in Castel Sant'Angelo per strangolamento il 16 luglio 1517, mentre il suo segretario e il medico del papa furono condannati a morte per squartamento. Altri quattro cardinali risultarono coinvolti nella congiura, Raffaele Riario, Bandinello Sauli, Francesco Soderini e Adriano Castellesi, che se la cavarono con il pagamento di una multa.

### La questione delle indulgenze. Martin Lutero

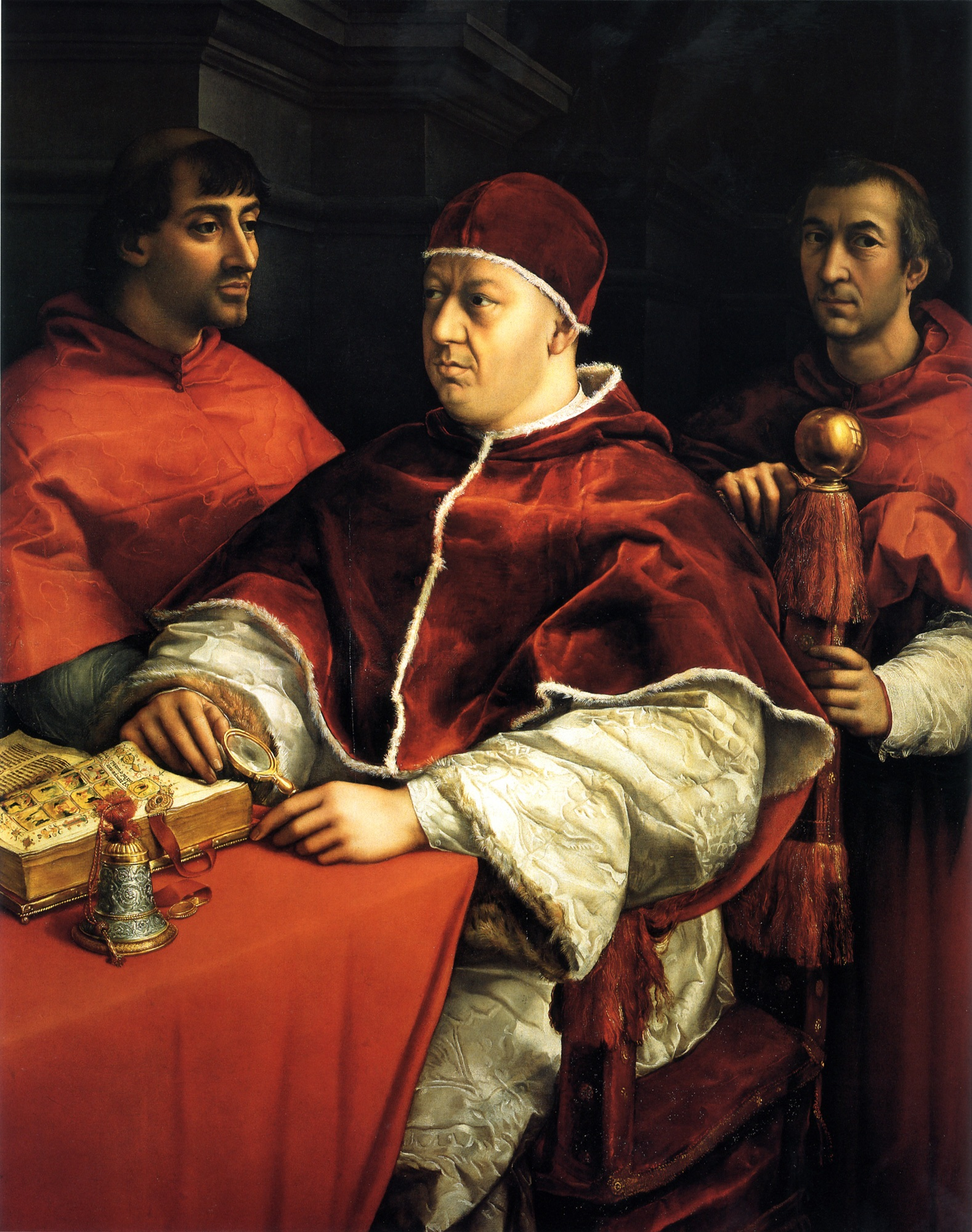
Raffaello, Ritratto di papa Leone X con i cardinali Giulio de' Medici (sinistra) e Luigi de' Rossi (destra), 1518-1519, Firenze, Galleria degli Uffizi

A corto di fondi per le guerre contro la Francia e i grandi lavori edilizi in corso a Roma, Leone X fece un accordo in Germania coll'arcivescovo di Magdeburgo e Halberstadt, Alberto di Hohenzollern, che avrebbe aiutato a proseguire l'opera di completamento della basilica di San Pietro a Roma. Egli accettò da Alberto la somma di 10 000 ducati in cambio dell'arcivescovado di Magonza. Affinché Alberto potesse restituire la somma alla banca di Jakob Fugger, da cui aveva ottenuto il prestito, il papa gli diede il privilegio di dispensare l'indulgenza nei suoi territori per un periodo di sei anni, con la bolla Sacrosancti Salvatoris et Redemptoris del 31 marzo 1515. Metà del denaro ricevuto sarebbe stato versato al papa per il finanziamento della fabbrica di San Pietro, allora in costruzione, e l'altra metà al Fugger come restituzione del prestito.
L'arcivescovo incaricò il frate domenicano Johann Tetzel alla predicazione delle indulgenze nel territorio delle sue diocesi. A seguito della predicazione grossolana del domenicano, il monaco agostiniano Martin Lutero criticò la vendita di indulgenze. Da Wittenberg nel 1517 incominciarono a circolare le novantacinque tesi sulle indulgenze (la tradizione le vuole affisse da Lutero sul portone della chiesa di Ognissanti dell'università di Wittenberg). Il frate fu richiamato e allontanato, anche se perdonato, ma ne sorse una disputa, con tesi e contro-tesi tra domenicani e agostiniani e nuovi scritti più radicali da parte di Lutero.
Finché, dopo averla sottovalutata come una bega tra frati, il 15 giugno 1520 intervenne Leone X con la bolla Exsurge Domine condannando in 41 proposizioni alcune tesi di Lutero e minacciando di scomunica il frate agostiniano se non avesse ritrattato entro un certo termine le sue posizioni. Lutero ignorò la bolla e sei mesi dopo, il 10 dicembre, la bruciò nella piazza di Wittenberg. Era la rivolta: per cui il 3 gennaio 1521 papa Leone X scomunicava Martin Lutero con la bolla Decet Romanum Pontificem.

### Altre decisioni
Al nuovo pontefice Leone X nell'estate del 1513 è indirizzato dai nobili veneziani e monaci eremiti camaldolesi Tommaso Giustiniani († 1528) e Vincenzo Quirini († 1514) un Libellus (memoriale, pamphlet, quindi una pubblicazione non ufficiale), nel quale vengono presentati i mali della Chiesa del tempo e l'esigenza di riforme per risolverli attraverso rinnovamenti strutturali, nel quadro di una più generale riforma che si vorrebbe delineare nel Concilio Lateranense V. Nell'opera i due autori, auspicandosi una ricostruzione della teologia sulla Bibbia e sugli antichi documenti dei Padri della Chiesa, suggeriscono la necessità di una traduzione ufficiale in volgare della Sacra Scrittura che ne permetta una migliore predicazione e l'impiego nella liturgia dei riti della Messa e dei Sacramenti. Il desiderio di un maggior avvicinamento e diffusione della Bibbia attraverso una traduzione ufficiale in lingua volgare è un comune sentire nell'Europa dell'epoca, ma la sua esasperazione operata dai riformatori protestanti in chiave polemica e anti-romana, porta, per reazione, al suo rigetto e rifiuto da parte della Chiesa cattolica, che codifica nei decreti del Concilio di Trento l'uso esclusivo del latino e della Vulgata come testo autentico in tutta la vita pubblica, liturgica e dottrinale, della Chiesa latina, poiché si vede nella lingua volgare uno degli strumenti usati dai riformati per sovvertire la Messa, e l'origine – dando il testo in lingua volgare possibilità a chiunque di “interpretare” la Sacra Bibbia – delle eresie di Lutero, Zwingli e Calvino.
In ambito artistico, Leone X commissionò il principale ciclo di affreschi realizzato da Raffaello, noto col nome di Loggia.

### La morte
Il 1º dicembre del 1521, Leone X fu colto da un improvviso malore e morì. Il suo decesso, avvenuto quando si apprestava a compiere appena 46 anni di età, diede luogo a numerose dicerie e sospetti di avvelenamento, tanto che fu persino arrestato per breve tempo il suo coppiere, ma non si venne a capo di nulla in proposito. La sua tomba si trova nella Basilica di Santa Maria sopra Minerva e reca un epitaffio di Giano Vitale.

## Papa Leone X nella storiografia

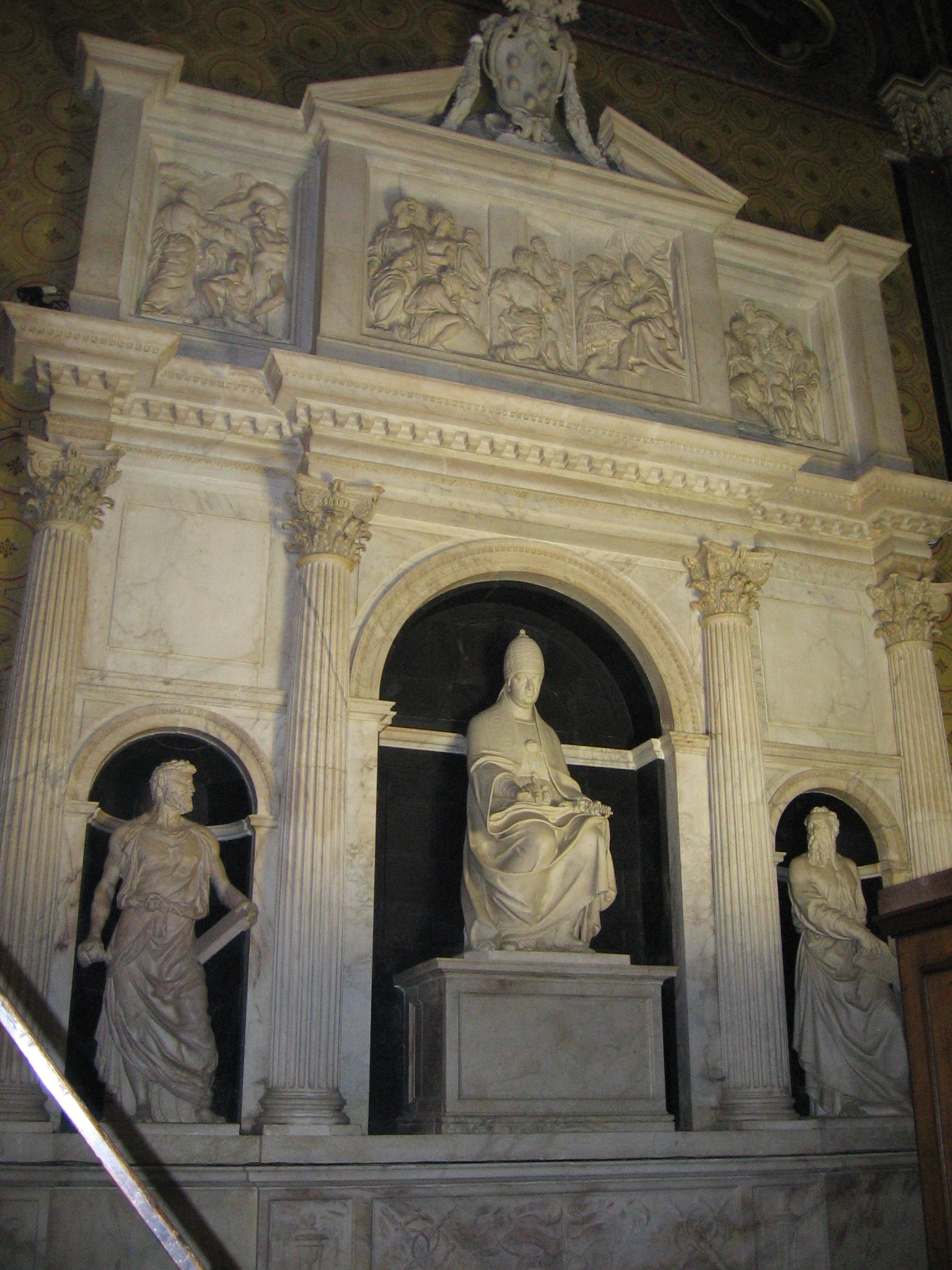
La tomba di papa Leone X nella basilica di Santa Maria sopra Minerva

Questo papa, raffinato e colto umanista in un'Europa che si stava avviando a un'epoca di guerre di religione, provocate dalla Riforma protestante e dalla Controriforma, è stato spesso criticato per le caratteristiche mondane del suo pontificato e per la mancanza di zelo riformista. Erasmo da Rotterdam gli dedicò la sua edizione critica del Nuovo Testamento greco.
In Deputazione toscana di storia patria (1859) si dice che il filosofo Marsilio Ficino (1433-1499), che praticava l'astrologia, gli abbia predetto il papato quando lui era solo un giovinetto.
Di lui gli avversari raccontano che quando divenne papa, a soli 38 anni, l'11 marzo 1513, abbia detto a suo cugino Giulio: «Poiché Dio ci ha dato il Papato, godiamocelo». Si racconta viaggiasse attraverso Roma alla testa di una stravagante parata, in cui sarebbero apparsi pantere, giullari e un elefante bianco di nome Annone. 

### Il nepotismo di Leone X
Il nepotismo pontificio è un fenomeno che caratterizza in modo particolare il papato rinascimentale. Anche nella politica di Leone X è evidente tale tendenza, che lo portò da un lato a privilegiare i Medici e le famiglie a essi imparentate, e dall'altro a cercare di ampliare il dominio politico-territoriale della famiglia. Il risultato più evidente fu l'ascesa al soglio pontificio, nel 1523, del cugino Giulio, con il nome di Clemente VII. Quest'ultimo, infatti, riuscì a diventare papa soprattutto grazie alla carriera ecclesiastica, e politica, maturata durante il pontificato di Leone X. Oltre a lui papa Leone aveva creato cardinali diversi altri membri dei vari rami della famiglia de' Medici allargata: Luigi de' Rossi, Giovanni Salviati, Innocenzo Cybo, Niccolò Ridolfi. 
Oltre a Clemente VII, altri due membri della famiglia privilegiati furono Giuliano e Lorenzo de' Medici, rispettivamente fratello e nipote del papa: il primo ottenne il ruolo di capitano generale della Chiesa e poi delle milizie papali, mentre al secondo venne assegnato il governo di Firenze, oltre che il ruolo di capitano delle milizie fiorentine. 
L'ampliamento dei domini di casa Medici avvenne anche attraverso la politica di rafforzamento dello Stato Pontificio. Al fratello del papa, nei primi anni della politica di Leone X, fu affidata una nuova signoria che comprendeva i territori di Parma, Piacenza, Modena e Reggio; inoltre Giuliano, a seguito dell'avvicinamento tra il pontefice e la corona di Francia, ricevette il titolo di Duca di Nemours e sposò Filiberta di Savoia (zia del possibile successore al trono francese). Dopo la morte di Giuliano nel 1515, fu Lorenzo ad ottenere, a seguito della guerra di Urbino, il titolo di Duca di Urbino (v.s. La politica di Leone X nelle guerre d'Italia), prima di morire nel 1519. È possibile, in un certo senso, anche "ammirare" il nepotismo di Leone X recandosi alla Sagrestia Nuova della Basilica di San Lorenzo, a Firenze, dove sono presenti i due monumenti funebri dedicati a Giuliano e a Lorenzo de' Medici, che il pontefice commissionò a Michelangelo. 
Quanto le tendenze nepotiste abbiano influito sulla politica di Leone X è stato dibattuto dalla storiografia. Da un lato abbiamo chi, come Francesco Nitti ha attribuito le scelte del pontefice esclusivamente ad interessi di tipo familiare, dall'altro, invece, vi sono altri studiosi come von Pastor, che hanno preso le distanze da questa visione. In particolare, secondo quest'ultimo, per quanto riguarda l'elezione imperiale il papa avrebbe agito soprattutto per interessi di indipendenza della Chiesa e per la libertà italiana: l'elezione di Francesco I o di Carlo d'Asburgo, infatti, avrebbe messo in pericolo sia lo Stato pontificio che l'Italia stessa. Solo successivamente, durante le trattative con i due sovrani, sarebbero emersi anche gli interessi nepotisti, che lo avrebbero portato infine a privilegiare l'alleanza con il nuovo Imperatore Carlo V.

## Concistori per la creazione di nuovi cardinali
Papa Leone X durante il suo pontificato ha creato 42 cardinali nel corso di 8 distinti concistori.

## Diocesi erette da Leone X
- 28 agosto 1513 (bolla Pastoralis officii debitum):
  - Diocesi di Santa María de La Antigua del Darién (in Panama; fu la prima diocesi eretta sulla terraferma del continente americano[36]).
- 12 gennaio 1514 (bolla Pro excellenti praeminentia):
  - Diocesi di Funchal (nell'arcipelago di Madera; la sua giurisdizione comprendeva anche le Azzorre e si estendeva su tutti i territori scoperti dai Portoghesi nell'Atlantico e nell'oceano Indiano).
- 1º giugno 1515 (bolla Pro excellenti praeminentia):
  - Diocesi di Bourg (il territorio fu ricavato dall'arcidiocesi di Lione)
- 27 giugno 1515:
  - Diocesi di Lanciano.
- 11 febbraio 1517 (bolla Super specula):
  - Diocesi di Baracoa (isola di Cuba).
- 24 gennaio 1519 (bolla Sacri apostolatus ministerio):
  - Diocesi Carolensis (Yucatán; fu la prima diocesi del Messico).
- 17 settembre 1520 (bolla Pro excellenti praeminentia):
  - Diocesi di Sansepolcro. Il territorio fu ricavato, in gran parte, dalla diocesi di Città di Castello, dal momento che questa si trovava al di fuori dello Stato fiorentino[37].
- 1527:
  - Diocesi dell'Honduras.

## Genealogia episcopale e successione apostolica
La genealogia episcopale è:
- Cardinale Guillaume d'Estouteville, O.S.B.Clun.
- Papa Sisto IV
- Papa Giulio II
- Cardinale Raffaele Riario
- Papa Leone X

La successione apostolica è:
- Cardinale Lorenzo Pucci (1513)
- Vescovo Baltasar del Río (1515)
- Vescovo Pedro de Urieta (1516)
- Papa Clemente VII (1517)
- Cardinale Ferdinando Ponzetti (1517)
- Papa Paolo III (1519)

## Ascendenza
|                     |             |                            | Genitori              |  |  | Nonni |  |  | Bisnonni          |  |  | Trisnonni           |  |
|                     |             |                            |                       |  |  |       |  |  | Cosimo de' Medici |  |  | Giovanni de' Medici |  |
|                     |             |                            |                       |  |  |       |  |  | Cosimo de' Medici |  |  | Giovanni de' Medici |  |
|                     |             | Piccarda Bueri             |                       |  |  |       |  |  | Cosimo de' Medici |  |  |                     |  |
| Piero de' Medici    |             |                            |                       |  |  |       |  |  | Cosimo de' Medici |  |  |                     |  |
|                     |             | Contessina de' Bardi       | Alessandro de' Bardi  |  |  |       |  |  |                   |  |  |                     |  |
|                     |             | Contessina de' Bardi       | Alessandro de' Bardi  |  |  |       |  |  |                   |  |  |                     |  |
|                     |             | Contessina de' Bardi       | Emilia Pannocchieschi |  |  |       |  |  |                   |  |  |                     |  |
| Lorenzo de' Medici  |             | Contessina de' Bardi       |                       |  |  |       |  |  |                   |  |  |                     |  |
|                     |             | Francesco Tornabuoni       | Simone Tornabuoni     |  |  |       |  |  |                   |  |  |                     |  |
|                     |             | Francesco Tornabuoni       | Simone Tornabuoni     |  |  |       |  |  |                   |  |  |                     |  |
|                     |             | Francesco Tornabuoni       | ?                     |  |  |       |  |  |                   |  |  |                     |  |
| Lucrezia Tornabuoni |             | Francesco Tornabuoni       |                       |  |  |       |  |  |                   |  |  |                     |  |
|                     |             | Selvaggia degli Alessandri | Maso degli Alessandri |  |  |       |  |  |                   |  |  |                     |  |
|                     |             | Selvaggia degli Alessandri | Maso degli Alessandri |  |  |       |  |  |                   |  |  |                     |  |
|                     |             | Selvaggia degli Alessandri | Nana Cavalcanti       |  |  |       |  |  |                   |  |  |                     |  |
| Papa Leone X        |             | Selvaggia degli Alessandri |                       |  |  |       |  |  |                   |  |  |                     |  |
|                     | Orso Orsini | Francesco Orsini           |                       |  |  |       |  |  |                   |  |  |                     |  |
|                     | Orso Orsini | Francesco Orsini           |                       |  |  |       |  |  |                   |  |  |                     |  |
|                     | Orso Orsini | Costanza Annibaldeschi     |                       |  |  |       |  |  |                   |  |  |                     |  |
| Jacopo Orsini       | Orso Orsini |                            |                       |  |  |       |  |  |                   |  |  |                     |  |
|                     |             | Lucrezia Conti             | Ildebrandino Conti    |  |  |       |  |  |                   |  |  |                     |  |
|                     |             | Lucrezia Conti             | Ildebrandino Conti    |  |  |       |  |  |                   |  |  |                     |  |
|                     |             | Lucrezia Conti             | Caterina di Sangro    |  |  |       |  |  |                   |  |  |                     |  |
| Clarice Orsini      |             | Lucrezia Conti             |                       |  |  |       |  |  |                   |  |  |                     |  |
|                     |             | Carlo Orsini               | Giovanni Orsini       |  |  |       |  |  |                   |  |  |                     |  |
|                     |             | Carlo Orsini               | Giovanni Orsini       |  |  |       |  |  |                   |  |  |                     |  |
|                     |             | Carlo Orsini               | Bartolomea Spinelli   |  |  |       |  |  |                   |  |  |                     |  |
| Maddalena Orsini    |             | Carlo Orsini               |                       |  |  |       |  |  |                   |  |  |                     |  |
|                     |             | Paola Orsini               | Giacomo Orsini        |  |  |       |  |  |                   |  |  |                     |  |
|                     |             | Paola Orsini               | Giacomo Orsini        |  |  |       |  |  |                   |  |  |                     |  |
|                     |             | Paola Orsini               | Isabella Marzano      |  |  |       |  |  |                   |  |  |                     |  |
|                     |             | Paola Orsini               |                       |  |  |       |  |  |                   |  |  |                     |  |